# Anne-Marie Orveillon
Anne-Marie Orveillon est une résistante française, née le 29 janvier 1888, morte le 30 août 1964. 
Pendant la Seconde Guerre mondiale, veuve, elle a hébergé deux jeunes Juifs à Jugon-les-Lacs dans les Côtes-du-Nord. Elle est reconnue Juste parmi les nations.

## Biographie
Anne-Marie Gouvary est née le 29 janvier 1888. Elle épouse M. Orveillon,. Veuve, elle tient un commerce faisant office d'épicerie et de café, à Jugon-les-Lacs dans les Côtes-du-Nord, en Bretagne. Elle habite avec sa nièce Geneviève.

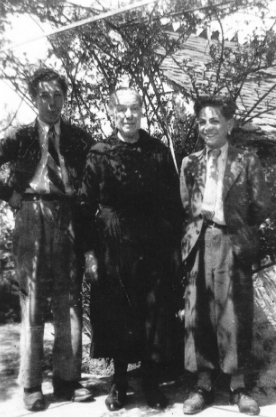
Anne-Marie Orveillon avec ses protégés Roland (à gauche) et Gérard Moryoussef (à droite), en 1942.

En octobre 1941, Anne-Marie Orveillon accepte de prendre en charge les trois fils d'une dame d'origine Juive marocaine, Fortunée Moryoussef ; ce sont Norbert, Roland et Gérard Moryoussef, âgés respectivement de 16, 14 et 12 ans, et qui sont pupilles de la Nation,. L'aîné, Norbert, va travailler dans une ferme dans un village proche, et la mère, Fortunée Moryoussef, trouve du travail à Saint-Malo et envoie régulièrement de l'argent pour les frais de pension ; mais en novembre 1942, forcée de s'enfuir à cause d'une dénonciation, elle emmène ses fils et s'échappe à Paris. 
Roland et Gérard sont envoyés un moment par leur oncle dans le sud de la France puis reviennent à Paris, mais ils n'y retrouvent pas leur mère à l'endroit convenu. Ils apprennent plus tard qu'elle a été arrêtée puis déportée en octobre 1943, et elle ne reviendra pas ; de son côté leur frère Norbert est arrêté en tentant de rejoindre sa mère, il mourra à Auschwitz,. 
Les deux frères Roland et Gérard sont envoyés par leur oncle en août 1943 pour retrouver Anne-Marie Orveillon qui les accueille à bras ouverts et les héberge gratuitement et malgré les risques. Elle les scolarise sous leur vrai nom, et les nourrit en partageant avec eux ses propres tickets de rationnement et ceux de sa nièce. Elle continue à tenir son café, où les garçons l'aident parfois, allant jusqu'à servir et faire rire des soldats allemands, qui ne se soucient pas de leur identité,. Ils ont en effet conservé leur identité, dont le nom aurait pu mettre la puce à l'oreille de ces soldats. Madame Orveillon les héberge ainsi jusqu'à la Libération de Paris. 
Après la Libération, leur oncle vient les chercher et les emmène à Paris. Ils y retrouvent leur maison pillée et dévastée, et leur grand-mère désespérée ; Roland Moryoussef part s'engager en Israël pour la guerre en 1948-1949.
Anne-Marie Orveillon meurt le 30 août 1964.

## Reconnaissance

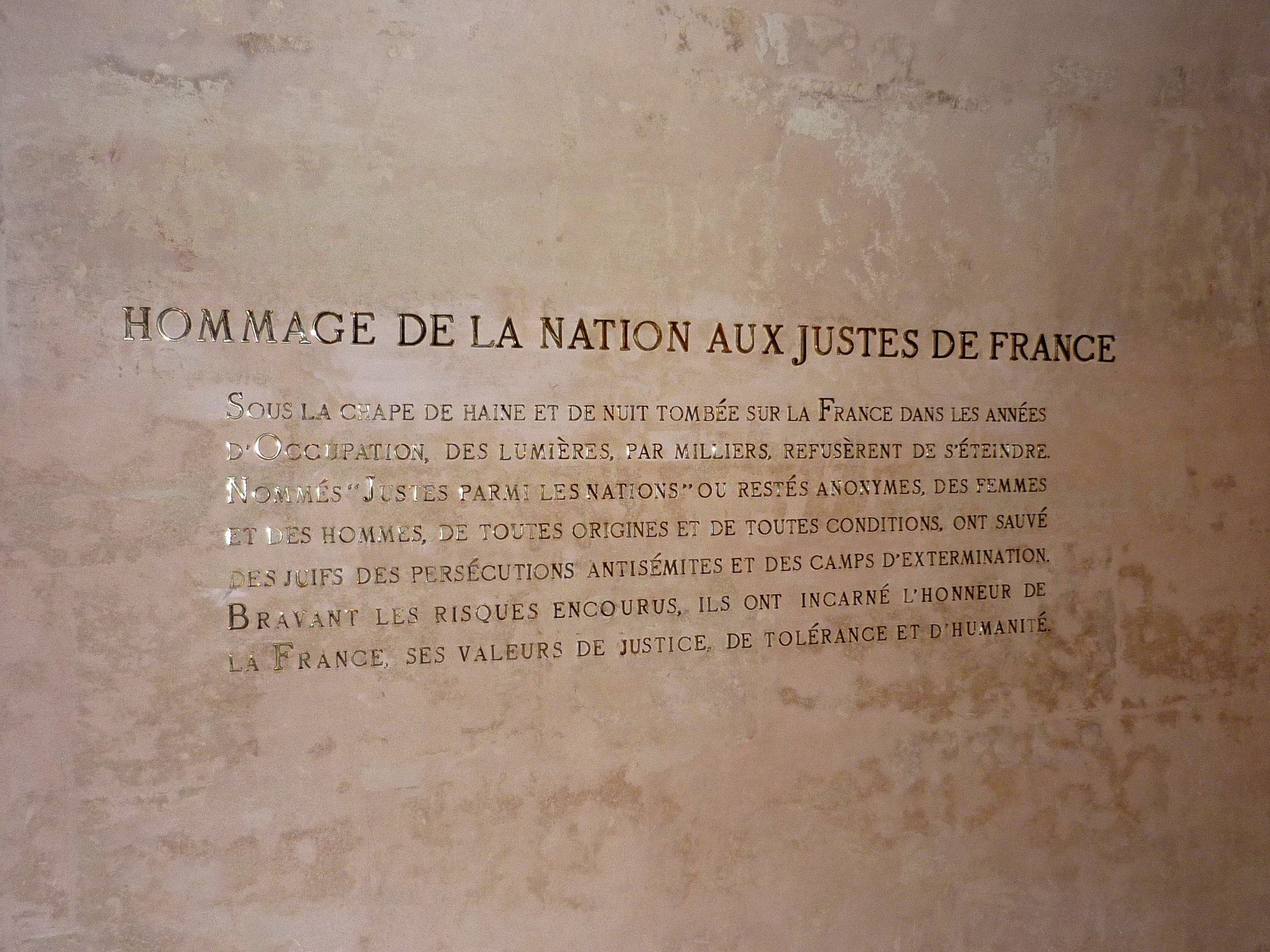
« Hommage de la Nation aux Justes de France », inscription murale au Panthéon.

Anne-Marie Orveillon est reconnue « juste parmi les nations » le 21 décembre 2009, par l'institut Yad Vashem,,. Son nom est inscrit sur le mur d'honneur dans le Jardin des Justes à Yad Vashem, à Jérusalem, ainsi que sur le mur des Justes, en bordure du mémorial de la Shoah, à Paris.